# Pedreres a l'antic Egipte

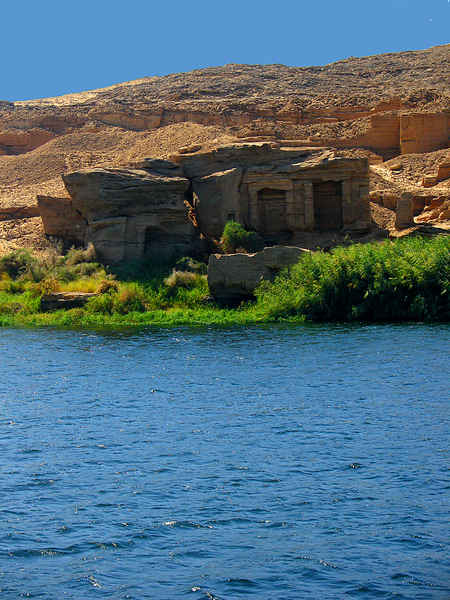
Gebel el-Silsila: temples de Ramsès II i Merenptah excavats a la roca.

Les pedreres a l'antic Egipte (ara són jaciments arqueològics) un cop van produir pedres de qualitat per a la construcció de monuments decoratius com ara escultures i obeliscs.
Alguns d'aquests llocs estan ben identificats i la composició química de les seves pedres també és coneguda, la qual cosa permet determinar l'origen geogràfic de la majoria dels monuments utilitzant tècniques petrogràfiques.
El juny de 2006, el Consell Suprem d'Antiguitats d'Egipte va establir un nou departament per a conservació d'antigues pedreres i mines a Egipte. El nou departament hauria de treballar en propera cooperació amb les oficines regionals del Consell i programes d'entrenament especials de capacitació d'inspectors d'Antiguitats.
El 80% dels antics indrets de les pedreres estan a la vall del Nil; alguns d'ells han desaparegut sota les aigües del Llac Nasser i alguns altres han desaparegut a causa de l'activitat minera moderna.

## Pedreres d'Assuan
Les pedreres estan localitzades al llarg del Nil a la ciutat d'Assuan. Hi ha un cert nombre de ciutats conegudes: Shellal, que consisteix en pedreres al nord i sud en una àrea de prop de 20 km² a la riba oest, i les illes d'Elefantina i Sehel. Un dels governants coneguts d'aquests llocs d'Assuan va ser Hori durant els temps de Ramsès III. En els nostres dies, la pedrera ha d'esdevenir un museu a l'aire lliure.
Els minerals típics coneguts d'aquest jaciment són:
- Granit vermell, gris i negre.

Alguns dels monuments coneguts procedents d'aquest lloc són:
- Les Agulles de Cleopatra.
- L'Obelisc inacabat d'Assuan, a la pedrera del nord.[2]
- La base de l'obelisc en part treballat sense acabar, descobert el 2005[3]
- El sarcòfag de granit a les cambres funeràries de Djoser i Snefru a Saqqara
- Moltes cambres funeràries, sarcòfags, columnes, i altres estructures a les piràmides de Kheopos, Kefren i Micerí a Guiza

## Gebel el Ahmar
Gebel el Ahmar està situada prop del Caire a les ribes del Nil, prop d'Heliòpolis. El nom significa "Muntanyes Vermelles". El lloc va estar en plena producció en els temps d'Akhenaton, Amenofis III, Tutankamon, i Ramsès III. La pedrera va ser dirigida per Huy també conegut com a "Cap de les Obres del Rei" i també com a Hori.
Minerals típics coneguts d'aquest indret són:
- Celestina, quarsita o arenisca vermella.

Alguns dels monuments coneguts d'aquest lloc són:
- Colossos de Mèmnon.

## Djebel al-Silsila
Djebel al-Silsila o Gebel el-Silsila es troba a 40 milles d'Assuan al llarg de les ribes del Nil i va ser una zona molt famosa a totes les pedreres de l'antic Egipte a causa de la qualitat de la pedra de construcció que s'hi extreia.
El lloc és una rica zona arqueològica, amb temples tallats directament als turons. Alguns exemples són el temple de roca d'Horemheb a la riba oest. Molts dels monuments aquí porten inscripcions de Merenptah, Ramsès II, Hatshepsut, Amenhotep II i Ramsès III. Les pedreres i els temples de pedra aquí són visibles des de vaixells al Nil.
Alguns dels monuments coneguts de venir d'aquest lloc són:
- Temple d'Horemheb

## Edfú
Aquestes pedreres estan ubicades a 8 quilòmetres al nord d'Edfú.
Alguns dels monuments coneguts d'aquest lloc són:
- Blocs de pedra utilitzats pels enginyers de Septimi Sever per reconstruir l'estàtua del nord dels Colossos de Mèmnon.

## Wadi Hammamat
Wadi Hammamat és una zona de pedreres situat al desert oriental d'Egipte. Aquest lloc es caracteritza pel fet que es descriu en el primer antic mapa topogràfic conegut, el papir de les mines, que descriu una expedició a les pedreres preparada per Ramsès IV.
Els materials típics coneguts en aquest lloc són:
- Basalt

## Widan el-Faras
Widan el-Faras es troba a Gebel el-Qatrani, el Faium, 60 km al sud-oest del Caire al Desert Occidental. El paisatge de pedrera del desert del Nord d'Al-Fayum comprenen també les pedreres d'Umm es-Sawan i Widan el-Faras, ambdues explotades a principis del tercer mil·lenni abans de Crist
Els materials típics coneguts en aquest lloc són:
- Basalt
- Guix

## Turons de Muqattam
Els pujols de Muqattam són un lloc situat prop de Memfis.
Els materials típics coneguts en aquest lloc són:
- Pedra calcària

## Al-Amārna
A prop d'Al-Amārna.
Minerals típics coneguts d'aquest indret:
- Alabastre.

## Idahet
El lloc està situat a pocs quilòmetres d'Idahet, en un terreny àrid i desertic. Va ser abandonat durant el Regne Mitjà.
Els materials típics coneguts en aquest lloc són:
- Diorita

## Jabal Abu Dukhan
El lloc de Jabal Abu Dukhan, prop de l'actual Hurghada, va ser particularment important per a l'Imperi Romà. La Naturalis Historia de Plini afirmava que el "pòrfir imperial" havia estat descobert en un lloc aïllat a Egipte l'any 18, per un legionari romà anomenat Caius Comínius Leugas. La ubicació del lloc es va perdre durant molts segles fins que va ser redescoberta al segle xix.
Els materials típics coneguts en aquest lloc són:
- pòrfir porpra

Alguns dels monuments coneguts que provenen d'aquest lloc són:
- La pila baptismal a la catedral de Magdeburg, Alemanya.

## Coptos
Coptos es troba a Wadi Rohanu.
Els materials típics coneguts en aquest lloc són:
- Pissarra negra

## Qurna
Qurna és a prop de Tebes. Fou un lloc actiu durant el regnat d'Amenhotep III.
Els materials típics coneguts en aquest lloc són:
- Pedra calcària

## Altres llocs
Altres llocs de pedreres importants inclouen:
- Ed-Dibabiya prop de Gebelein
- Tura
- Djebel Tingar
- Hatnub